# トゥリオ・シモンチーニ
トゥリオ・シモンチーニ（Tullio Simoncini, 1951年 - ）は、代替医療の提唱で知られる、ローマ出身のイタリア人の元医師である。
癌の原因は真菌のカンジダアルビカンスであり、癌はカンジダの異常増殖により形成されたものだという仮説を主張しており、癌は重曹の注射により治癒できるとしている。公式ウェブサイトには、以前は癌専門医であったが、癌治療に重曹を用いたことにより、医学界から異議を申し立てられたと記されている。

## 仮説への評価
医学界の主流派は、査読を受けた研究に欠けるとして、シモンチーニの仮説を否定。ファクトチェックを専門とするAnimal Políticoは、がんが真菌によって引き起こされるとする説には科学的論拠がないとしている。また、Quackwatch は、重曹の注射は「疑わしい治療方法」であるとしている。
2020年3月、HEALTHLINEに疫学者のヤミニ・ランチョッドによるコラムが掲載された。ランチョッドの説明によると、シモンチーニの支持者は「重曹のようなアルカリ性食品を食べると、体の酸性度が低下する」と主張しているが、人間の身体は何を食べてもかなり安定したpHレベルを維持し続けているという。
がんは、正常なpHレベル(約 7.4、弱アルカリ性）の健康な組織でよく増殖し、胃のような自然な酸性の環境は、がんの増殖を助長していない。がん細胞は増殖し始めると、糖を乳酸として代謝して悪性増殖を促進する酸性環境を作り出す。酸性化を意味するアシドーシスは、現在がんの特徴と考えられており、これまで多くの調査研究がされているが、重曹ががんを予防できるという科学的証拠はないという。
多くの研究者の目標は、がん細胞が増殖できないように環境の酸性度を下げることで、2009年に重炭酸塩をマウスに注射すると、腫瘍のpHレベルが低下し転移性乳癌の進行が遅くなることを発見された。いくつかの研究では、化学療法と組み合わせた制酸薬の使用が評価されており、プロトンポンプ阻害薬（エソメプラゾール、オメプラゾール）の使用や放射線療法との併用の効果が評価されている。
重曹はがんを予防できず、治療にも推奨されないが、 アルカリ促進剤として加えることに害はない。しかし、自然にアルカリ性を生成することが知られている多くの食品があり、重曹だけを選択肢にする理由はない。また、医師が行うがん治療を中断せず、医師に相談しつつ行うべきとランチョッドは結論づけている。

## 治療による問題・刑事告訴
2002年、2月に脳腫瘍の患者、3月に腺がんの患者、11月に肺がんの患者が死亡し、シモンチーニがミラノで患者に水と重曹を注射して「治療」していたことが判明、しかし3件とも末期の悪性腫瘍であったことがあり、すべてで殺人罪は取り下げられた。しかしシモンチーニと弟はクリニックで患者から7500ユーロを受け取っていたことなどから詐欺と過失致死罪で有罪判決を受け、シモンチーニはイタリアでの医師免許を失った。
その後も、シモンチーニは他のヨーロッパ諸国の「代替医療」を行う診療所で診療を続けている。
2007年、オランダで治療を受けていた乳がんの患者が死亡。死後、オランダの衛生検査官は、重曹ががん治療に効果がないことが判明した後、クリニックに重曹での治療を禁止。当時、この治療法について「痙攣、心不整脈、心臓機能の低下を引き起こす可能性があるため、患者にとって危険である。心臓病患者の場合、（重曹の注射は）窒息や高血圧につながる可能性があります」と何人かの医師がコメントした。シモンチーニはオランダで開業医として登録されていなかったため、懲戒手続きの開始ができなかったという。
2012年にイギリスで死亡した患者と家族は、重曹による治療に合計77000ドルを支払ったという。
同年10月、アルバニアで脳腫瘍の患者が注射で重曹を大量投与され、重度の代謝性アルカローシスによって引き起こされた心臓発作で死亡している。これにより、シモンチーニは2018年1月に過失致死罪で懲役5年6ヶ月の実刑判決を受けた。なお、2022年8月に控訴手続きが行われている。
また、重曹による治療法が代替医療の「癌治療レシピ」として広められ、推奨されたことの弊害も発生している。2015年9月、クロアチアでリンパ節がんと診断された少年が死亡。診断後、両親は少年を病院に残すことを拒否、ベーキングソーダとレモンで「治療」したとされ、2019年5月に懲役刑を言い渡された。